# Championnat de France de rugby à XV de Nationale 2023-2024
Navigation
Nationale 2022-2023 Nationale 2024-2025
Le championnat de France de rugby à XV de Nationale 2023-2024 se déroule entre le 26 août 2023 et le 1er juin 2024.
Le Stade niçois est sacré champion, battant en finale le RC Narbonne sur le score de 39 à 30, et est promu en Pro D2,.

## Règlement
Quatorze équipes participent au championnat de Nationale. Comme en Pro D2, les équipes qui terminent entre la 3e et la 6e place disputent des barrages. Les vainqueurs accèdent aux demi-finales où ils retrouvent les deux premiers. Enfin, les deux vainqueurs des demi-finales se rencontrent sur terrain neutre pour la finale. Le vainqueur de cette finale accède en Pro D2 tandis que le perdant accueille le 15e de Pro D2 pour un ultime barrage pour la dernière place en élite.
L'équipe classée 14e est reléguée en Nationale 2 sauf en cas de relégation financière d'un des participants du championnat ou de refus d'accession à un promu. Celle classée à la 13e place dispute un barrage contre le perdant de la finale de Nationale 2.

## Participants
| \| SC Albi US bressane Blagnac Rugby CS Bourgoin-Jallieu US Carcassonne SO Chambéry RC Narbonne Stade niçois RC Massy CA Périgueux RC Suresnes RC Hyères · Carq. Crau Stado Tarbes PR CS Vienne \| Localisation des clubs engagés dans le championnat. |
| SC Albi US bressane Blagnac Rugby CS Bourgoin-Jallieu US Carcassonne SO Chambéry RC Narbonne Stade niçois RC Massy CA Périgueux RC Suresnes RC Hyères · Carq. Crau Stado Tarbes PR CS Vienne                                                           |

| Club                           | Budget en M€ | Classement 2022-2023 | Ville                           | Entraîneurs                                         | Stade                          |
| ------------------------------ | ------------ | -------------------- | ------------------------------- | --------------------------------------------------- | ------------------------------ |
| US Carcassonne                 | 3,4          | 15e (Pro D2)         | Carcassonne                     | Jean-Marc Aué Eric Escribano                        | Stade Albert-Domec             |
| RC Massy                       | 3,7          | 16e (Pro D2)         | Massy                           | Julien Maréchal Jean Baptiste Di Martino            | Stade Jules-Ladoumègue         |
| SC Albi                        | 4,3          | 3e                   | Albi                            | Mathieu Bonello Alexandre Albouy                    | Stadium municipal              |
| Blagnac Rugby                  | 3,0          | 4e                   | Blagnac                         | Romain Fuertès                                      | Stade Ernest-Argelès           |
| CS Bourgoin-Jailleu            | 5,9          | 5e                   | Bourgoin-Jallieu                | Pascal Papé Grégoire Pintiaux Alexandre Péclier     | Stade Pierre-Rajon             |
| US bressane                    | 5,2          | 6e                   | Bourg-en-Bresse                 | Fabrice Estebanez Mariano Taverna Alexis Lalarme    | Stade Marcel-Verchère          |
| RC Narbonne                    | 4,0          | 7e                   | Narbonne                        | Julien Seron Brice Mach Sébastien Logerot           | Parc des sports et de l'amitié |
| Stade niçois                   | 4,3          | 8e                   | Nice                            | Alexandre Compan Mariano Taverna                    | Stade des Arboras              |
| SO Chambéry                    | 4,0          | 9e                   | Chambéry                        | Cyril Villain Horacio San Martín Juan Pablo Orlandi | Chambéry Savoie Stadium        |
| Stado Tarbes PR                | 2,1          | 10e                  | Tarbes                          | Nicolas Cabannes Romain Terrain                     | Stade Maurice-Trélut           |
| RC Suresnes                    | 4,3          | 11e                  | Suresnes                        | David Auradou Conrad Stoltz                         | Stade Jean-Moulin              |
| RC Hyères Carqueiranne La Crau | 2,1          | 12e                  | Hyères, Carqueiranne et La Crau | Grégory Le Corvec Sébastien Bruno Manuel Bouttet    | Stade André-Véran (Hyères)     |
| CA Périgueux                   | 3,2          | 1er (Nationale 2)    | Périgueux                       | Didier Casadeï                                      | Stade Francis-Rongiéras        |
| CS Vienne                      | 1,9          | 2e (Nationale 2)     | Vienne                          | Philippe Buffevant Dominique Mahuet                 | Stade Jean-Etcheberry          |

Légende des couleurs
- Relégué de Pro D2
- Promu de Nationale 2

## Saison régulière

### Classement
L'US Carcasonne est sanctionnée de trois points par la LNR pour « non-respect des dispositions réglementaires et décisions de la CCCP et/ou du Conseil de discipline du rugby français ». Le club fait appel de cette sanction, et la commission d’appel de la FFR lève la sanction.
Le 7 février 2024, soit après la 18e journée, à la suite du dépôt de bilan de la structure professionnelle du Blagnac Rugby quelques jours plus tôt, la Fédération acte le forfait général de l'équipe. Il entraîne l'annulation des résultats antérieurs de l'équipe, et l'application d'une défaite 25 à 0 pour chacun de leurs matchs, avec bonus offensif pour l'adversaire.
| Rang | Club                           | J  | V  | N | D  | Bo | Bd | Pm  | Pe  | Diff | Pts  |
| ---- | ------------------------------ | -- | -- | - | -- | -- | -- | --- | --- | ---- | ---- |
| 1    | Stade niçois                   | 26 | 18 | 1 | 7  | 11 | 4  | 676 | 352 | +324 | 96   |
| 2    | RC Narbonne                    | 26 | 18 | 0 | 8  | 7  | 6  | 653 | 479 | +174 | 94   |
| 3    | US Carcassonne R               | 26 | 18 | 1 | 7  | 8  | 3  | 552 | 344 | +208 | 93   |
| 4    | SC Albi                        | 26 | 17 | 0 | 9  | 7  | 7  | 616 | 384 | +232 | 91   |
| 5    | RC Suresnes                    | 26 | 16 | 0 | 10 | 4  | 3  | 601 | 542 | +59  | 80   |
| 6    | SO Chambéry                    | 26 | 15 | 2 | 9  | 5  | 5  | 582 | 450 | +132 | 80   |
| 7    | CA Périgueux P                 | 26 | 14 | 1 | 11 | 5  | 6  | 545 | 421 | +124 | 78   |
| 8    | CS Bourgoin-Jallieu            | 26 | 13 | 1 | 12 | 3  | 6  | 447 | 423 | +24  | 72   |
| 9    | RC Massy R                     | 26 | 12 | 0 | 14 | 4  | 9  | 548 | 506 | +42  | 70   |
| 10   | US bressane                    | 26 | 11 | 1 | 14 | 3  | 11 | 546 | 503 | +43  | 69   |
| 11   | RC Hyères Carqueiranne La Crau | 26 | 13 | 1 | 12 | 4  | 3  | 509 | 555 | -46  | 67   |
| 12   | Stado Tarbes PR                | 26 | 10 | 0 | 16 | 3  | 9  | 472 | 586 | -114 | 61   |
| 13   | CS Vienne P                    | 26 | 3  | 0 | 23 | 2  | 3  | 255 | 807 | -552 | 26   |
| 14   | Blagnac Rugby                  | 26 | 0  | 0 | 26 | 0  | 0  | 0   | 650 | -650 | -43¹ |

Phase finale, promotion en Pro D2 2024-2025
- 1er et 2e : demi-finales
- 3e à 6e : barrages

Relégation en Nationale 2 2024-2025
- 13e : barrage de maintien

Rétrogradation
- 14e : rétrogradation

Abréviations
- R : Relégué de Pro D2
- P : Promu de Nationale 2

Attribution des points : victoire sur tapis vert : 5, victoire : 4, match nul : 2, défaite : 0, forfait : -2 ; plus les bonus (offensif : 3 essais de plus que l'adversaire ; défensif : défaite par 7 points d'écart ou moins; les deux bonus peuvent se cumuler).
Règles de classement :
1. points terrain (bonus compris) ; 2. points terrain obtenus dans les matchs entre équipes concernées ; 3. différence de points sur l'ensemble des matchs ; 4. différence de points dans les matchs entre équipes concernées ; 5. différence entre essais marqués et concédés dans les matchs entre équipes concernées ; 6. nombre de points marqués sur l'ensemble des matchs ; 7. différence entre essais marqués et concédés ; 8. nombre de forfaits n'ayant pas entraîné de forfait général ; 9. place la saison précédente.

### Résultats
| Résultats (▼dom., ►ext.)       | ALB   | BLA  | BOU   | BRE   | CAR   | CHA   | HCC   | MAS   | NAR   | NIC   | PER   | SUR   | TAR   | VIE   |
| SC Albi                        | —     | 25-0 | 17-16 | 27-16 | 23-5  | 23-18 | 38-17 | 20-13 | 29-22 | 19-9  | 10-7  | 34-12 | 36-3  | 60-6  |
| Blagnac rugby                  | 0-25  | —    | 0-25  | 0-25  | 0-25  | 0-25  | 0-25  | 0-25  | 0-25  | 0-25  | 0-25  | 0-25  | 0-25  | 0-25  |
| CS Bourgoin-Jallieu            | 17-6  | 25-0 | —     | 10-37 | 12-18 | 13-14 | 18-15 | 26-23 | 23-11 | 25-23 | 17-10 | 31-24 | 16-10 | 27-3  |
| US bressane                    | 29-25 | 25-0 | 6-13  | —     | 10-12 | 35-27 | 35-20 | 24-23 | 16-17 | 29-33 | 19-19 | 17-22 | 21-19 | 27-7  |
| US Carcassonne                 | 13-6  | 25-0 | 22-15 | 17-10 | —     | 20-16 | 31-14 | 22-9  | 27-20 | 9-23  | 21-0  | 21-14 | 33-3  | 57-5  |
| SO Chambéry                    | 13-10 | 25-0 | 38-7  | 33-17 | 18-18 | —     | 49-22 | 33-27 | 26-21 | 14-10 | 28-24 | 27-31 | 22-16 | 22-7  |
| RC Hyères Carqueiranne La Crau | 26-20 | 25-0 | 20-10 | 15-12 | 13-32 | 16-16 | —     | 23-13 | 27-24 | 17-42 | 17-10 | 24-10 | 29-7  | 29-5  |
| RC Massy                       | 15-25 | 25-0 | 27-17 | 27-22 | 22-20 | 23-15 | 6-13  | —     | 23-27 | 23-13 | 27-3  | 36-25 | 20-13 | 62-17 |
| RC Narbonne                    | 29-25 | 25-0 | 30-26 | 26-22 | 14-10 | 17-9  | 30-16 | 46-10 | —     | 12-10 | 33-22 | 36-23 | 20-13 | 39-7  |
| Stade niçois                   | 47-15 | 25-0 | 9-9   | 31-10 | 38-10 | 17-12 | 27-13 | 11-9  | 30-16 | —     | 41-15 | 37-19 | 51-17 | 31-9  |
| CA Périgueux                   | 22-15 | 25-0 | 22-7  | 18-11 | 17-5  | 18-0  | 67-19 | 26-3  | 29-23 | 25-14 | —     | 17-16 | 26-30 | 45-7  |
| RC Suresnes                    | 10-7  | 25-0 | 14-12 | 27-36 | 25-21 | 22-17 | 17-16 | 22-18 | 16-27 | 19-16 | 25-20 | —     | 21-16 | 73-7  |
| Stado Tarbes PR                | 13-42 | 25-0 | 17-9  | 16-12 | 14-20 | 24-32 | 24-19 | 37-30 | 25-20 | 3-38  | 30-13 | 30-36 | —     | 31-7  |
| CS Vienne                      | 6-34  | 25-0 | 7-21  | 19-23 | 3-38  | 12-33 | 12-19 | 6-9   | 15-43 | 3-25  | 3-20  | 19-28 | 13-11 | —     |

- Victoire à domicile
- Match nul
- Victoire à l'extérieur

## Phase finale

### Tableau
Les six premiers au classement de la saison régulière participent à la phase finale. Les deux équipes les mieux classées accèdent directement aux demi-finales et y affrontent les gagnants des matchs de barrages, opposant les équipes classées de la 3e à la 6e place.
Les demi-finales se jouent chez les deux premiers du classement de fin de saison sur un match, les gagnants s'affrontent en finale pour le titre de Nationale.
La finale se joue sur terrain neutre, au Chambéry Savoie Stadium.
Le vainqueur de la finale accède en Pro D2, tandis que le perdant joue un barrage d'accession contre le 15e de Pro D2.
|  | Barrages | Barrages       | Barrages               | Barrages       |                          |              | Demi-finales       | Demi-finales       | Demi-finales       | Demi-finales       |  |  | Finale                 | Finale                 | Finale                 | Finale                 |
|  |          |                |                        |                |                          |              |                    |                    |                    |                    |  |  |                        |                        |                        |                        |
|  |          |                |                        |                |                          |              | 11 mai 2024 à Nice | 11 mai 2024 à Nice | 11 mai 2024 à Nice | 11 mai 2024 à Nice |  |  | 18 mai 2024 à Chambéry | 18 mai 2024 à Chambéry | 18 mai 2024 à Chambéry | 18 mai 2024 à Chambéry |
|  |          |                |                        |                |                          |              | 11 mai 2024 à Nice | 11 mai 2024 à Nice | 11 mai 2024 à Nice | 11 mai 2024 à Nice |  |  | 18 mai 2024 à Chambéry | 18 mai 2024 à Chambéry | 18 mai 2024 à Chambéry | 18 mai 2024 à Chambéry |
|  |          |                |                        |                |                          |              | 11 mai 2024 à Nice | 11 mai 2024 à Nice | 11 mai 2024 à Nice | 11 mai 2024 à Nice |  |  | 18 mai 2024 à Chambéry | 18 mai 2024 à Chambéry | 18 mai 2024 à Chambéry | 18 mai 2024 à Chambéry |
|  |          |                |                        |                |                          |              | 11 mai 2024 à Nice | 11 mai 2024 à Nice | 11 mai 2024 à Nice | 11 mai 2024 à Nice |  |  | 18 mai 2024 à Chambéry | 18 mai 2024 à Chambéry | 18 mai 2024 à Chambéry | 18 mai 2024 à Chambéry |
|  |          |                |                        |                |                          |              | 11 mai 2024 à Nice | 11 mai 2024 à Nice | 11 mai 2024 à Nice | 11 mai 2024 à Nice |  |  | 18 mai 2024 à Chambéry | 18 mai 2024 à Chambéry | 18 mai 2024 à Chambéry | 18 mai 2024 à Chambéry |
|  | 1        | Stade niçois   | 35                     | 35             |                          |              |                    |                    |                    |                    |  |  | 18 mai 2024 à Chambéry | 18 mai 2024 à Chambéry | 18 mai 2024 à Chambéry | 18 mai 2024 à Chambéry |
|  | 1        | Stade niçois   | 35                     | 35             | 4 mai 2024 à Albi        |              |                    |                    |                    |                    |  |  | 18 mai 2024 à Chambéry | 18 mai 2024 à Chambéry | 18 mai 2024 à Chambéry | 18 mai 2024 à Chambéry |
|  |          |                | RC Suresnes            | RC Suresnes    | 13                       | 13           |                    |                    |                    |                    |  |  | 18 mai 2024 à Chambéry | 18 mai 2024 à Chambéry | 18 mai 2024 à Chambéry | 18 mai 2024 à Chambéry |
|  | 4        | SC Albi        | RC Suresnes            | RC Suresnes    | 13                       | 13           | 18                 | 18                 |                    |                    |  |  | 18 mai 2024 à Chambéry | 18 mai 2024 à Chambéry | 18 mai 2024 à Chambéry | 18 mai 2024 à Chambéry |
|  | 4        | SC Albi        | 11 mai 2024 à Narbonne |                |                          |              | 18                 | 18                 |                    |                    |  |  | 18 mai 2024 à Chambéry | 18 mai 2024 à Chambéry | 18 mai 2024 à Chambéry | 18 mai 2024 à Chambéry |
|  | 5        | RC Suresnes    | 21                     | 21             |                          |              |                    |                    |                    |                    |  |  | 18 mai 2024 à Chambéry | 18 mai 2024 à Chambéry | 18 mai 2024 à Chambéry | 18 mai 2024 à Chambéry |
|  | 5        | RC Suresnes    | 21                     | 21             | Stade niçois             | Stade niçois | 39                 | 39                 |                    |                    |  |  |                        |                        |                        |                        |
|  |          |                |                        |                | Stade niçois             | Stade niçois | 39                 | 39                 |                    |                    |  |  |                        |                        |                        |                        |
|  |          |                | RC Narbonne            | RC Narbonne    | 30                       | 30           |                    |                    |                    |                    |  |  |                        |                        |                        |                        |
|  |          |                |                        |                | 30                       | 30           |                    |                    |                    |                    |  |  |                        |                        |                        |                        |
|  |          |                |                        |                |                          |              |                    |                    |                    |                    |  |  |                        |                        |                        |                        |
|  |          |                |                        |                |                          |              |                    |                    |                    |                    |  |  |                        |                        |                        |                        |
|  | 2        | RC Narbonne    | 23                     | 23             |                          |              |                    |                    |                    |                    |  |  |                        |                        |                        |                        |
|  | 2        | RC Narbonne    | 23                     | 23             | 4 mai 2024 à Carcassonne |              |                    |                    |                    |                    |  |  |                        |                        |                        |                        |
|  |          |                | US Carcassonne         | US Carcassonne | 20                       | 20           |                    |                    |                    |                    |  |  |                        |                        |                        |                        |
|  | 3        | US Carcassonne | US Carcassonne         | US Carcassonne | 20                       | 20           | 19                 | 19                 |                    |                    |  |  |                        |                        |                        |                        |
|  | 3        | US Carcassonne |                        |                |                          |              |                    | 19                 |                    |                    |  |  |                        |                        |                        |                        |
|  | 6        | SO Chambéry    | 10                     | 10             |                          |              |                    |                    |                    |                    |  |  |                        |                        |                        |                        |
|  | 6        | SO Chambéry    | 10                     | 10             |                          |              |                    |                    |                    |                    |  |  |                        |                        |                        |                        |
|  |          |                |                        |                |                          |              |                    |                    |                    |                    |  |  |                        |                        |                        |                        |

### Détail des résultats

#### Barrages
| Barrage 4 mai 2024 19 h | US Carcassonne                                                                 | 19 - 10 (6 - 7) | SO Chambéry | Stade Albert-Domec, Carcassonne |
| Barrage 4 mai 2024 19 h | Essai(s) : 2 Carbou (58e), Gianet (77e) Pénalité(s) : 3 Michet (26e, 31e, 62e) | Rapport         | Essai(s) : 1 Vaitulukina (34e) Transformation(s) : 1 Dorrival (34e) Pénalité(s) : 1 Dorrival (52e) Carton(s) jaune(s) : 2 Reymond (57e), Clermont (71e) | Stade Albert-Domec, Carcassonne |
| Barrage 4 mai 2024 19 h |                                                                                | Rapport         | | Stade Albert-Domec, Carcassonne |

| Barrage 4 mai 2024 19 h 30 | SC Albi | 18 - 21 (15 - 11) | RC Suresnes | Stadium municipal, Albi |
| Barrage 4 mai 2024 19 h 30 | Essai(s) : 2 Péhau (15e), Aviragnet (36e) Transformation(s) : 1 Queheille (36e) Pénalité(s) : 2 Queheille (40e), Vidal (79e) Carton(s) jaune(s) : 1 Guillaume (7e) | Rapport           | Essai(s) : 2 Baudy (30e), Barnier (73e) Transformation(s) : 1 Chezeau (73e) Pénalité(s) : 3 Baudy (5e, 7e), Chezeau (80e) | Stadium municipal, Albi |
| Barrage 4 mai 2024 19 h 30 | | Rapport           | | Stadium municipal, Albi |

#### Demi-finales
| Demi-finale 11 mai 2024 18 h | Stade niçois | 35 - 13 (21 - 13) | RC Suresnes                                                                                 | Stade des Arboras, Nice |
| Demi-finale 11 mai 2024 18 h | Essai(s) : 5 Solinas (7e, 30e), Anga'aelangi (15e), Smiler (52e), Odiete (67e) Transformation(s) : 5 Viard (7e, 15e, 30e, 52e, 67e) | Rapport           | Essai(s) : 1 Lesueur (35e) Transformation(s) : 1 Baudy (35e) Pénalité(s) : 2 Baudy (2e, 5e) | Stade des Arboras, Nice |
| Demi-finale 11 mai 2024 18 h | | Rapport           |                                                                                             | Stade des Arboras, Nice |

| Demi-finale 11 mai 2024 19 h | RC Narbonne | 23 - 20 ap (12 - 20) (20 - 20) (23 - 20) | US Carcassonne                                                                                                  | Parc des sports et de l'amitié, Narbonne 9 072 spectateurs Arbitre : Vincent Blasco-Baqué |
| Demi-finale 11 mai 2024 19 h | Essai(s) : 3 Ducom (3e), Betham (25e, 60e) Transformation(s) : 1 Bosch (25e) Pénalité(s) : 2 Bosch (65e), Chauvet (84e) | Rapport                                  | Essai(s) : 2 Pichon (2e), Carbou (35e) Transformation(s) : 2 Michet (2e, 35e) Pénalité(s) : 2 Michet (14e, 32e) | Parc des sports et de l'amitié, Narbonne 9 072 spectateurs Arbitre : Vincent Blasco-Baqué |
| Demi-finale 11 mai 2024 19 h | | Rapport                                  | | Parc des sports et de l'amitié, Narbonne 9 072 spectateurs Arbitre : Vincent Blasco-Baqué |

#### Finale
| Finale 18 mai 2024 18 h | Stade niçois | 39 - 30 (17 - 17) | RC Narbonne | Chambéry Savoie Stadium, Chambéry Arbitre : Adrien Descottes |
| Finale 18 mai 2024 18 h | Essai(s) : 5 Anga'aelangi (17e), Charlat (20e), Smiler (43e), Cutayar (67e), Vignolles (79e) Transformation(s) : 4 Viard (17e, 20e, 67e, 79e) Pénalité(s) : 2 Viard (3e, 73e) Carton(s) jaune(s) : 1 Solinas (29e) | Rapport           | Essai(s) : 3 Malet (30e), Ducom (40e), Auradou (61e) Transformation(s) : 3 Bosch (30e, 40e), Chauvet (61e) Pénalité(s) : 2 Bosch (3e), Chauvet (55e) Drop(s) : 1 Chauvet (43e) Carton(s) jaune(s) : 1 Estériola (6e) | Chambéry Savoie Stadium, Chambéry Arbitre : Adrien Descottes |
| Finale 18 mai 2024 18 h | | Rapport           | | Chambéry Savoie Stadium, Chambéry Arbitre : Adrien Descottes |

#### Barrage d'accession en Pro D2
| Barrage Pro D2/Nationale 2 juin 2024 15 h | RC Narbonne | 19 - 20 (12 - 10) | US Montauban | Parc des sports et de l'amitié, Narbonne 9 200 spectateurs Arbitre : Pierre Bru Diffuseur : Canal+ Sport |
| Barrage Pro D2/Nationale 2 juin 2024 15 h | Essai(s) : 3 Chauvet (2e), Ducom (16e), Abescat-Leroy (47e) Transformation(s) : 2 Chauvet (2e, 47e) Carton(s) jaune(s) : 1 Loukia (40e+2) | Rapport           | Essai(s) : 2 Viiga (34e), Reilhac (71e) Transformation(s) : 2 Bosviel (34e, 71e) Pénalité(s) : 2 Bosviel (39e, 58e) Carton(s) jaune(s) : 1 Ahmed (62e) | Parc des sports et de l'amitié, Narbonne 9 200 spectateurs Arbitre : Pierre Bru Diffuseur : Canal+ Sport |
| Barrage Pro D2/Nationale 2 juin 2024 15 h | | Rapport           | | Parc des sports et de l'amitié, Narbonne 9 200 spectateurs Arbitre : Pierre Bru Diffuseur : Canal+ Sport |

#### Barrage de maintien en Nationale
| Barrage N/N2 19 mai 2024 14 h 30 | Olympique marcquois | 34 - 24 (24 - 3) | CS Vienne | Stadium Lille Métropole, Villeneuve-d'Ascq |
| Barrage N/N2 19 mai 2024 14 h 30 | Essai(s) : 4 Antunes (6e), Crespo (12e), Ouassiero (35e), Iglesias (79e) Transformation(s) : 4 Antunes (6e, 12e, 35e, 79e) Pénalité(s) : 2 Antunes (1re, 64e) Carton(s) jaune(s) : 1 Lefebvre (19e) | Rapport          | Essai(s) : 3 Hervouet (47e), Ravanello Janssens (73e), Minodier (80e) Transformation(s) : 3 Hager (47e), Ravanello Janssens (73e, 80e) Drop(s) : 1 Hager (32e) | Stadium Lille Métropole, Villeneuve-d'Ascq |
| Barrage N/N2 19 mai 2024 14 h 30 | | Rapport          | | Stadium Lille Métropole, Villeneuve-d'Ascq |

## Statistiques

### Leader par journée
|     | ——  | ——  | ——  | ——  | ——  | ——  | ——  | ——  | ——  | ——  | ——  | ——  | ——  | ——  | ——  | ——  | ——  | ——  | ——  | ——  | ——  | ——  | ——  | ——  | ——  | —— |  |
| BLA | NAR | NAR | CAR | NAR | ALB | ALB | NAR | NIC | NIC | NAR | ALB | ALB | ALB | NIC | NIC | NIC | NIC | NIC | NIC | NIC | NIC | NIC | NIC | ALB | NIC |    |  |
|     |     |     |     |     |     |     |     |     |     |     |     |     |     |     |     |     |     |     |     |     |     |     |     |     |     |    |  |
|     |     |     |     |     |     |     |     |     |     |     |     |     |     |     |     |     |     |     |     |     |     |     |     |     |     |    |  |
| 1   | 2   | 3   | 4   | 5   | 6   | 7   | 8   | 9   | 10  | 11  | 12  | 13  | 14  | 15  | 16  | 17  | 18  | 19  | 20  | 21  | 22  | 23  | 24  | 25  | 26  |    |  |

### Dernier par journée
|           | ——        | ——        | ——        | ——        | ——        | ——        | ——        | ——        | ——        | ——        | ——        | ——        | ——        | ——        | ——        | ——        | ——        | ——            | ——            | ——            | ——            | ——            | ——            | ——            | ——            | —— |  |
| CS Vienne | CS Vienne | CS Vienne | CS Vienne | CS Vienne | CS Vienne | CS Vienne | CS Vienne | CS Vienne | CS Vienne | CS Vienne | CS Vienne | CS Vienne | CS Vienne | CS Vienne | CS Vienne | CS Vienne | CS Vienne | Blagnac Rugby | Blagnac Rugby | Blagnac Rugby | Blagnac Rugby | Blagnac Rugby | Blagnac Rugby | Blagnac Rugby | Blagnac Rugby |    |  |
|           |           |           |           |           |           |           |           |           |           |           |           |           |           |           |           |           |           |               |               |               |               |               |               |               |               |    |  |
|           |           |           |           |           |           |           |           |           |           |           |           |           |           |           |           |           |           |               |               |               |               |               |               |               |               |    |  |
| 1         | 2         | 3         | 4         | 5         | 6         | 7         | 8         | 9         | 10        | 11        | 12        | 13        | 14        | 15        | 16        | 17        | 18        | 19            | 20            | 21            | 22            | 23            | 24            | 25            | 26            |    |  |

### Évolution du classement
| Équipe ↓/Journée →             | 1  | 2  | 3  | 4  | 5  | 6  | 7  | 8  | 9  | 10 | 11 | 12 | 13 | 14 | 15 | 16 | 17 | 18 | 19 | 20 | 21 | 22 | 23 | 24 | 25 | 26 | Q  | B  | R  |
| ------------------------------ | -- | -- | -- | -- | -- | -- | -- | -- | -- | -- | -- | -- | -- | -- | -- | -- | -- | -- | -- | -- | -- | -- | -- | -- | -- | -- | -- | -- | -- |
| SC Albi                        | 12 | 10 | 7  | 3  | 2  | 1  | 1  | 2  | 2  | 2  | 4  | 1  | 1  | 1  | 3  | 3  | 2  | 2  | 2  | 2  | 2  | 2  | 2  | 2  | 2  | 4  | 23 |    |    |
| Blagnac Rugby                  | 1  | 5  | 9  | 7  | 6  | 6  | 6  | 6  | 7  | 7  | 7  | 9  | 10 | 10 | 9  | 9  | 9  | 14 | 14 | 14 | 14 | 14 | 14 | 14 | 14 | 14 | 6  |    | 9  |
| CS Bourgoin-Jallieu            | 3  | 9  | 6  | 10 | 11 | 8  | 7  | 11 | 11 | 12 | 10 | 10 | 8  | 8  | 8  | 8  | 7  | 6  | 6  | 6  | 6  | 7  | 7  | 9  | 8  | 8  | 6  |    |    |
| US bressane                    | 8  | 12 | 13 | 13 | 13 | 13 | 13 | 13 | 12 | 11 | 12 | 13 | 13 | 13 | 13 | 12 | 13 | 10 | 11 | 11 | 10 | 11 | 12 | 11 | 11 | 11 |    | 11 |    |
| US Carcassonne                 | 7  | 2  | 2  | 1  | 4  | 4  | 3  | 3  | 5  | 4  | 3  | 4  | 3  | 2  | 4  | 4  | 4  | 4  | 5  | 5  | 5  | 4  | 4  | 4  | 4  | 3  | 25 |    |    |
| SO Chambéry                    | 10 | 11 | 12 | 12 | 12 | 10 | 9  | 8  | 9  | 8  | 9  | 7  | 7  | 5  | 5  | 5  | 6  | 5  | 8  | 7  | 7  | 6  | 6  | 6  | 6  | 6  | 10 |    |    |
| RC Hyères Carqueiranne La Crau | 2  | 4  | 3  | 5  | 7  | 11 | 12 | 10 | 10 | 10 | 8  | 8  | 9  | 9  | 10 | 10 | 10 | 9  | 9  | 9  | 9  | 8  | 9  | 7  | 9  | 11 | 4  |    |    |
| RC Massy                       | 6  | 8  | 8  | 11 | 8  | 12 | 11 | 12 | 13 | 13 | 13 | 12 | 12 | 12 | 12 | 13 | 11 | 11 | 10 | 10 | 11 | 10 | 10 | 10 | 10 | 9  | 1  | 4  |    |
| RC Narbonne                    | 5  | 1  | 1  | 2  | 1  | 2  | 5  | 1  | 3  | 3  | 1  | 3  | 2  | 4  | 2  | 2  | 3  | 8  | 3  | 3  | 3  | 3  | 3  | 3  | 3  | 2  | 25 |    |    |
| Stade niçois                   | 11 | 7  | 4  | 5  | 5  | 3  | 2  | 4  | 1  | 1  | 2  | 2  | 3  | 3  | 1  | 1  | 1  | 1  | 1  | 1  | 1  | 1  | 1  | 1  | 1  | 1  | 24 |    |    |
| CA Périgueux                   | 4  | 3  | 5  | 4  | 3  | 4  | 4  | 5  | 4  | 5  | 5  | 6  | 5  | 7  | 7  | 6  | 8  | 7  | 7  | 8  | 8  | 9  | 8  | 8  | 7  | 7  | 14 |    |    |
| RC Suresnes                    | 13 | 13 | 10 | 8  | 9  | 9  | 10 | 9  | 8  | 9  | 6  | 5  | 6  | 6  | 6  | 7  | 5  | 3  | 4  | 4  | 4  | 5  | 5  | 5  | 5  | 5  | 15 | 2  |    |
| Stado Tarbes PR                | 9  | 6  | 11 | 9  | 10 | 7  | 8  | 7  | 6  | 6  | 11 | 11 | 11 | 11 | 11 | 11 | 12 | 12 | 12 | 12 | 12 | 12 | 11 | 12 | 12 | 12 | 3  |    |    |
| CS Vienne                      | 14 | 14 | 14 | 14 | 14 | 14 | 14 | 14 | 14 | 14 | 14 | 14 | 14 | 14 | 14 | 14 | 14 | 13 | 13 | 13 | 13 | 13 | 13 | 13 | 13 | 13 |    | 9  | 17 |

### Résultats par match
| Journée ╱ Équipe               | 1 | 2 | 3 | 4 | 5 | 6 | 7 | 8 | 9 | 10 | 11 | 12 | 13 | 14 | 15 | 16 | 17 | 18 | 19 | 20 | 21 | 22 | 23 | 24 | 25 | 26 |
| ------------------------------ | - | - | - | - | - | - | - | - | - | -- | -- | -- | -- | -- | -- | -- | -- | -- | -- | -- | -- | -- | -- | -- | -- | -- |
| SC Albi                        | D | V | V | V | V | V | V | D | D | D  | V  | V  | V  | V  | D  | D  | V  | V  | D  | D  | V  | V  | V  | V  | V  | D  |
| Blagnac Rugby                  | D | D | D | D | D | D | D | D | D | D  | D  | D  | D  | D  | D  | D  | D  | D  | D  | D  | D  | D  | D  | D  | D  | D  |
| CS Bourgoin-Jallieu            | V | D | V | D | D | V | D | D | D | V  | V  | N  | V  | D  | V  | V  | V  | V  | D  | D  | V  | D  | D  | V  | V  | D  |
| US bressane                    | D | D | D | D | D | V | V | D | V | D  | D  | D  | D  | D  | V  | V  | N  | V  | V  | D  | V  | V  | D  | D  | V  | V  |
| US Carcassonne                 | V | V | V | V | V | D | V | V | D | V  | V  | V  | V  | V  | D  | N  | D  | V  | D  | V  | D  | V  | V  | V  | D  | V  |
| SO Chambéry                    | D | N | D | D | V | V | V | V | V | V  | D  | V  | V  | V  | V  | N  | D  | D  | D  | V  | D  | V  | D  | V  | V  | V  |
| RC Hyères Carqueiranne La Crau | V | N | V | V | D | D | D | V | V | V  | D  | V  | D  | D  | D  | V  | V  | D  | V  | V  | D  | V  | D  | V  | D  | D  |
| RC Massy                       | V | D | D | D | V | D | D | V | D | D  | D  | V  | V  | D  | D  | D  | V  | D  | V  | V  | V  | V  | V  | D  | D  | V  |
| RC Narbonne                    | V | V | V | V | V | D | D | V | D | V  | V  | D  | V  | D  | V  | V  | D  | D  | V  | V  | V  | V  | V  | D  | V  | V  |
| Stade niçois                   | D | V | V | D | V | V | V | D | V | V  | V  | N  | D  | V  | V  | V  | V  | V  | V  | D  | V  | D  | V  | V  | D  | V  |
| CA Périgueux                   | V | V | D | V | V | D | V | D | V | D  | V  | D  | V  | D  | D  | V  | N  | V  | D  | D  | V  | D  | V  | D  | V  | V  |
| RC Suresnes                    | D | D | V | V | D | V | D | V | V | V  | V  | V  | D  | V  | V  | D  | V  | V  | V  | V  | D  | D  | D  | V  | V  | D  |
| Stado Tarbes PR                | D | V | D | V | D | V | D | V | V | D  | D  | D  | D  | V  | V  | D  | D  | D  | V  | V  | D  | D  | V  | D  | D  | D  |
| CS Vienne                      | V | D | D | D | D | D | V | D | D | D  | D  | D  | D  | V  | D  | D  | D  | D  | D  | D  | D  | D  | D  | D  | D  | D  |